# 阿台
阿台（?—1583年），又译阿太，王杲之子。有學者認為阿台即清太祖努爾哈赤的外祖父“阿古都督”，但也有学者不认同此说。後人普遍認為阿台為其舅舅，亦為堂姐夫。

## 生平
王杲被殺後，阿台为报父仇，辗转逃回古勒寨以图东山再起。万历十一年（1583年）二月，辽东总兵李成梁以“阿台未擒，终为祸本”为由督兵攻打古勒寨。建州女真苏克苏浒河部图伦城主尼堪外兰，为讨好李成梁，引明军至古勒寨。
因为阿台之妻是覺昌安長子禮敦的女兒（清太祖努爾哈赤的堂姐），所以觉昌安想救出自己的孙女。于是，觉昌安與其子塔克世（即清太祖努尔哈赤之父）入寨。此時尼堪外兰高声喊道：“天朝大兵既来，岂有释汝班师之理！汝等不如杀阿台归顺。太师有令，若能杀阿台者，即令为此城之主！”不久阿台果為部下所殺，自此王杲后人尽皆被戮。
是役覺昌安和塔克世亦被殺。努尔哈赤以此責問明朝邊吏：“我祖、父何故被害？汝等乃我不共戴天之仇也！汝何为辞？”明使道歉說：“非有意也，误耳！”此即後來努爾哈赤起兵伐明之著名的七大恨中的第一大恨。

## 族谱
凡察—阿哈达—多贝勒—王杲—阿台

### 引用
1. ↑  孟森，《滿洲開國史講義》，中華書局，2006年，第194頁
2. ↑  李林，《滿族宗譜研究》，遼寧民族出版社，2006年，127頁
3. ↑  《清太祖武皇帝實錄》第一卷，第四頁。
4. ↑  彭孙贻，《山中见闻录》
5. ↑   參:

### 书籍
- 赵尔巽等. .   [2011-03-22]. （原始内容存档于2021-04-09）.
- 《東夷考略·女直通考》